# 小澤正人
小澤 正人（おざわ まさひと、1963年 - ）は、日本の考古学者（中国考古学・中国史）。学位は史学修士（早稲田大学・1989年）。成城大学文芸学部教授。姓の「澤」は「沢」の旧字体のため、新字体で小沢 正人とも表記される。
早稲田大学埋蔵文化財調査室助手、成城大学短期大学部助教授、成城大学社会イノベーション学部教授などを歴任した。

## 来歴

### 生い立ち
1963年、神奈川県海老名市に生まれる。早稲田大学に進学し、文学部にて東洋史学を学んだ。1985年、早稲田大学を卒業した。早稲田大学の大学院に進学し、文学研究科の考古学専攻にて史学や考古学を学んだ。1989年3月、史学修士の学位を取得した。また、中華人民共和国に渡り、1989年から1992年まで北京大学に留学し、考古学を学んだ。日本に帰国後は、再び早稲田大学の大学院にて学んだ。1996年3月、早稲田大学の大学院における博士課程を単位取得満期退学した。

### 考古学者として
母校である早稲田大学に採用され、埋蔵文化財調査室の助手として勤務した。その後、成城大学に転じ、短期大学部の講師に就任した。のちに成城大学にて短期大学部の助教授に昇任した。その後、成城大学の社会イノベーション学部に異動し、助教授に就任した。さらに成城大学にて社会イノベーション学部の教授に昇任した。のちに成城大学の文芸学部に異動し、そちらの教授となった。

## 著作

### 共著
- 小澤正人・谷豊信・西江清高著『中国の考古学』同成社、1999年。ISBN 4886211798
- 劉穎・柴森・小澤正人著『2冊めの中国語――講読クラス』白水社、2012年。ISBN 978-4-560-06927-1

### 編纂
- 小澤正人編『グローカリゼーションと文化移転』成城大学民俗学研究所グローカル研究センター、2011年。ISBN 978-4-904605-13-4
- 小澤正人編『歴史認識のグローカル研究』成城大学グローカル研究センター、2016年。ISBN 978-4-906845-21-7
- Dennis Riches, Sayonara nukes -- the case for abolishing nuclear energy and nuclear weapons, Tomiyuki Uesugi and Masahito Ozawa (ed.), Center for Glocal Studies, Seijo University, 2018. ISBN 978-4-906845-31-6

### 監修
- 中国国家文物鑑定委員会編纂『中国文化財図鑑』3巻、科学出版社東京、2015年。ISBN 978-4-8433-4573-3

### 寄稿、分担執筆、等
- 吉村作治先生古稀記念論文集編集委員会編『永遠に生きる――Eternal Life――吉村作治先生古稀記念論文集』中央公論美術出版、2013年。ISBN 978-4-8055-0698-1

## 関連人物
- 吉村作治